# ويلارد فيسك
ويلارد فيسك (بالإنجليزية: Willard Fiske)‏ هو لاعب شطرنج وأمين مكتبة أمريكي، ولد في 11 نوفمبر 1831 في Ellisburg, New York ‏ في الولايات المتحدة، وتوفي في 17 سبتمبر 1904 في فرانكفورت في ألمانيا.

## وصلات خارجية
- ويلارد فيسك على موقع مباريات الشطرنج (الإنجليزية)
- ويلارد فيسك على موقع 365Chess.com (الإنجليزية)